# George Strange
George M. Strange (9. november 1880 i Manitoba – 1961) var en canadisk roer som deltog i de olympiske lege 1904 i St. Louis.
Strange vandt en sølvmedalje i roning under OL 1904 i St. Louis. Han var med på den canadiske otter som kom på en andenplads efter den amerikanske båd fra Vesper Boat Club, Philadelphia. 
Roerne fra Argonaut Rowing Club, Toronto som repræsenterede Canada var Arthur Bailey, William Rice, George Reiffenstein, Phil Boyd, George Strange, William Wadsworth, Donald MacKenzie, Joseph Wright og Thomas Loudon som var styrmand. Der var kun to hold som deltog i denne klasse og finalen blev afholdt den 30. juli 1904.